# Peter Boström
Pour les articles homonymes, voir Boström.
Peter Boström (né le 19 mai 1971) est un producteur de musique et compositeur suédois. Il est également connu comme Bassflow. 

## Biographie
Boström écrit sa première chanson à l'âge de sept ans. En 1992, à 21 ans, il lance Bassflow Productions, une société de production, près de Stockholm en Suède. En tant que producteur, Peter travaille avec un certain nombre d'artistes suédois dont Bosson, Basic Element, Petrus, E-Type, Ola Svensson, Martin Stenmarck, Carola, Charlotte Perrelli et d'autres. Il écrit également un certain nombre de chansons pour des participants au Melodifestivalen. En 2008, il signe chez peermusic Suède.
Sous le pseudonyme Bassflow, Boström fait beaucoup de productions radio-friendly et de remixes radio pour un certain nombre de chansons comme: Gloria de Mando Diao, What's the Point de Johnossi et Split My Personality de Salem Al Fakir en plus de chansons pour Pain, Martin Stenmarck et pour le groupe norvégien Donkeyboy (qui ont réalisé leur percée en Suède avec la version de Bassflow de Ambitions).
En 2012, il gagne et perd à la fois le Concours Eurovision de la chanson 2012 avec une chanson qu'il coécrit pour la participante suédoise Loreen qui termine première avec 372 points et une chanson qu'il coécrit pour le participant norvégien Tooji qui se place dernier avec seulement 7 points.

## Discographie
Boström a composé de nombreuses chansons à succès. Parmi lesquelles :
- Thursdays de Lovestoned
- Disconnect Me de Marie Serneholt
- Headlines d'Alcazar
- Manboy et Sleepless d'Eric Saade
- In the Club et Amazing de Danny Saucedo
- Reminiscing et Tell Me de Camilla Brinck

Il a également coécrit et produit trois chansons présentes à des Concours Eurovision de la chanson:
- Stay, la chanson représentant la Norvège au Concours Eurovision de la chanson 2012 et chantée par Tooji et qui se classe 26e et dernier avec 7 points
- Euphoria, la chanson représentant la Suède au Concours Eurovision de la chanson 2012 et chantée par Loreen et qui remporte le concours avec 372 points
- Popular, la chanson représentant la Suède au Concours Eurovision de la chanson 2011 et chantée par Eric Saade et qui se classe troisième avec 185 points)*

"*" = chanson produite et non coécrite par Boström